# Potomac River (vattendrag i Kanada)
Potomac River är ett vattendrag i Algoma District i provinsen Ontario i sydöstra Kanada. Potomac River är en högerbiflod till Blind River.